# Magaliesberg
De Magaliesberg is een bergketen in Zuid-Afrika. De keten strekt zich uit van Pretoria in de provincie Gauteng tot voorbij Rustenburg in Noordwest. Het hoogste punt ligt bij Nooitgedacht en reikt tot 1853 meter. De bergketen steekt maar laag uit boven het Hoogveld van Zuid-Afrika dat ter plaatse op 1.500 meter ligt.